# Castilleja integra
Castilleja integra là loài thực vật có hoa thuộc họ Cỏ chổi. Loài này được A.Gray mô tả khoa học đầu tiên năm 1858.

## Hình ảnh

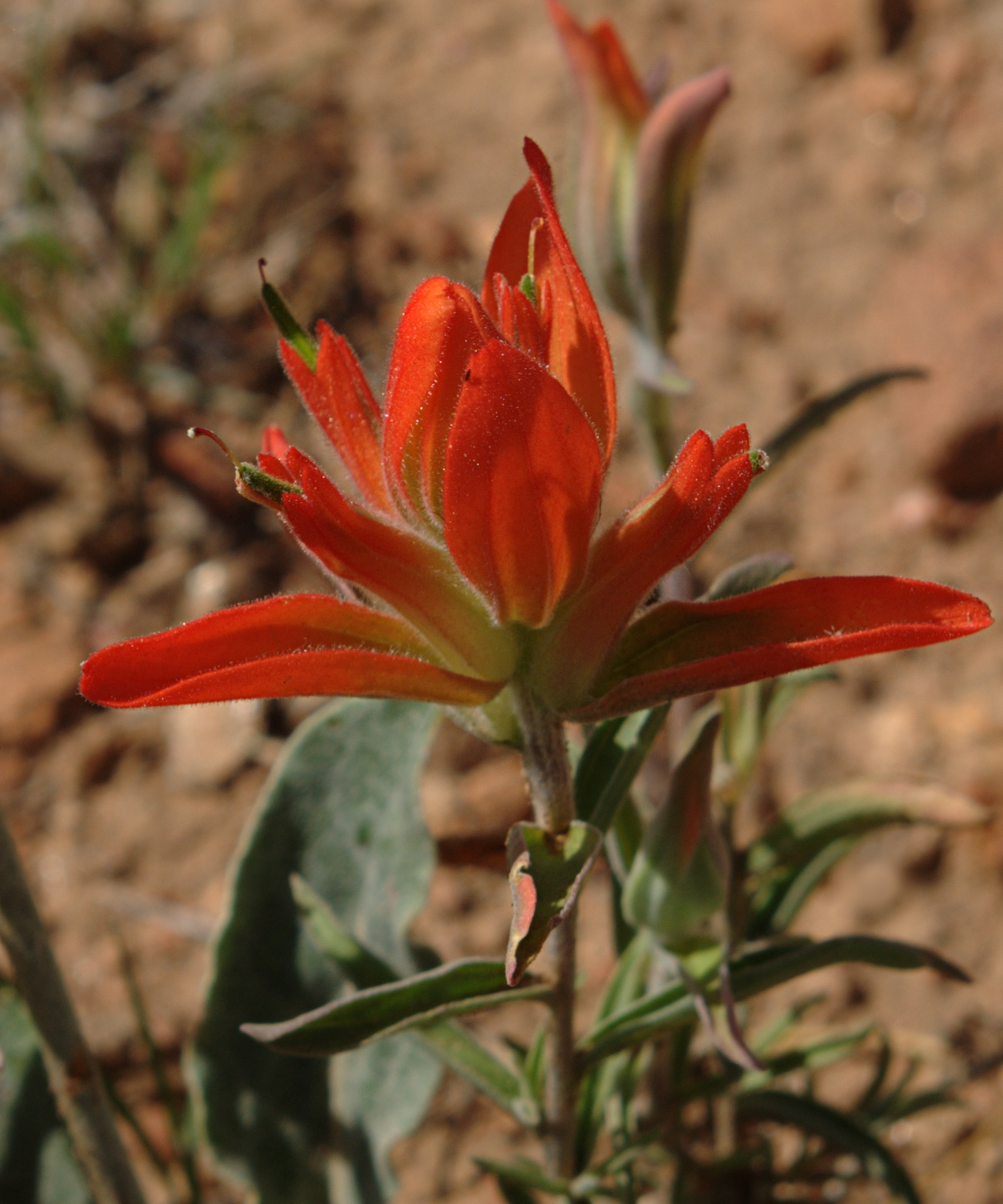
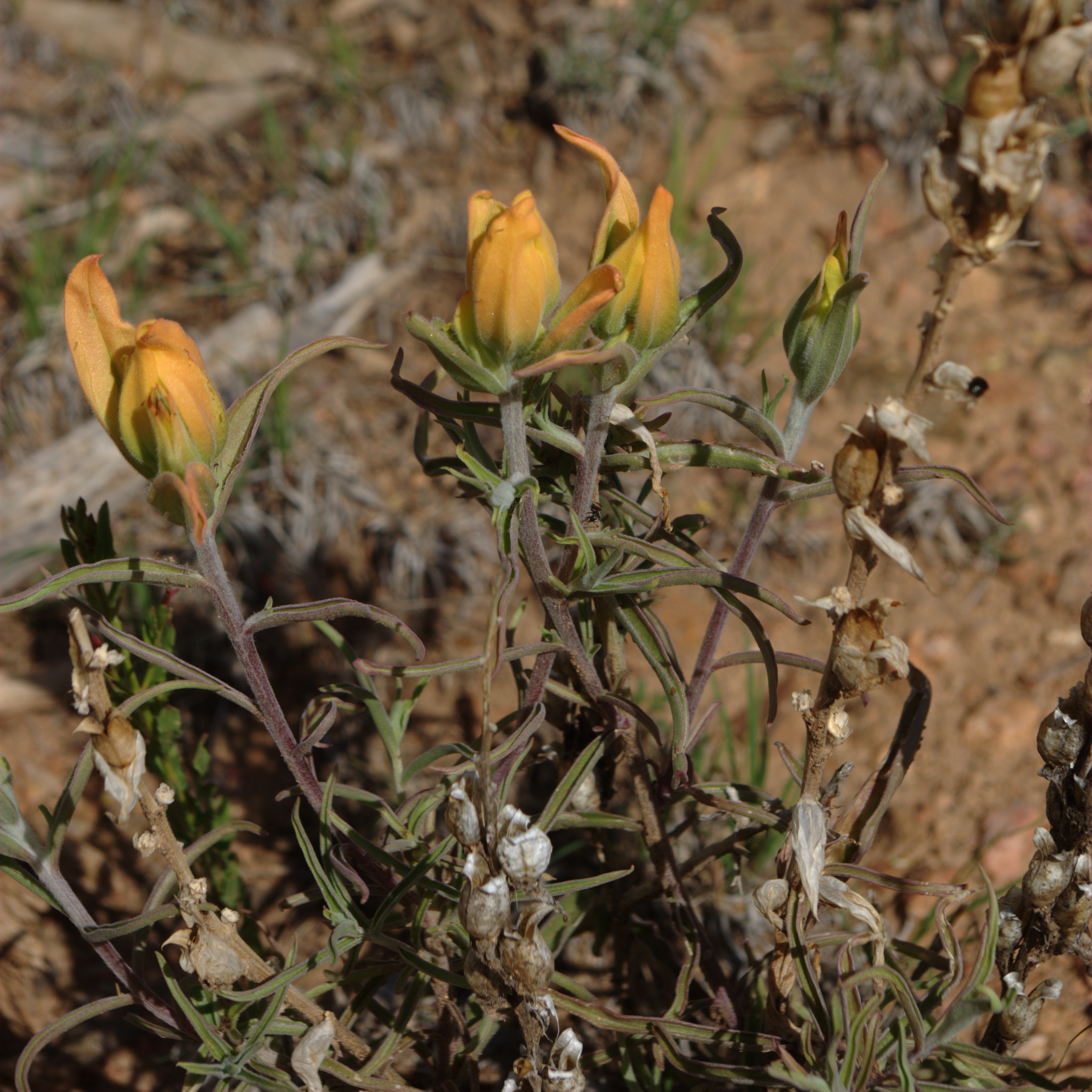
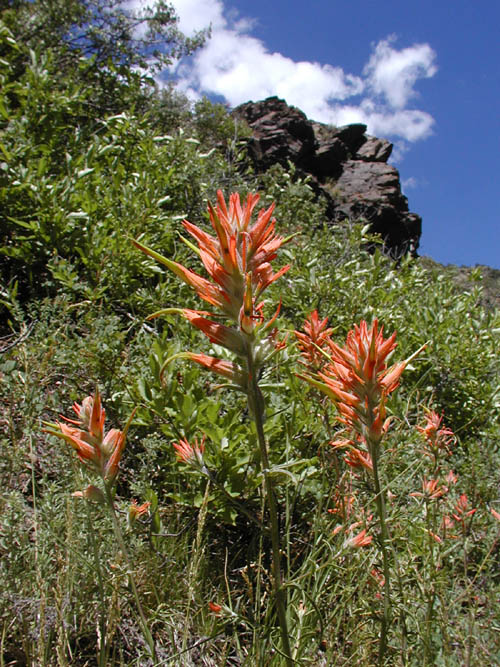